# Poa alopecurus
Poa alopecurus är en gräsart som först beskrevs av Charles Gaudichaud-Beaupré, och fick sitt nu gällande namn av Carl Sigismund Kunth. Poa alopecurus ingår i släktet gröen, och familjen gräs. Inga underarter finns listade i Catalogue of Life.